# Munbaek-myeon
Munbaek-myeon (koreanska: 문백면) är en socken i den centrala delen av Sydkorea, 95 km söder om huvudstaden Seoul. Den ligger i landskommunen Jincheon-gun i provinsen Norra Chungcheong.